# 白川町立大山小学校田島分校
白川町立大山小学校田島分校（しらかわちょうりつ　おおやましょうがっこう　たじまぶんこう）は、かつて岐阜県加茂郡白川町田島（現・岐阜県下呂市金山町田島）に存在した公立小学校の分校。

## 概要
- 大山小学校の分校であり、白川町大字白山字田島（現・下呂市金山町田島）が校区であった。1955年、校区の田島地区が益田郡金山町に編入されたと同時に、金山町立下原小学校に統合され、廃校。

## 沿革
田島分校（田島分教場）の設置は1912年である。ここではそれ以前の田島地区の教育についても記述する。
- 1873年（明治6年） - 田島村の児童は野原村の文安義校に通学する。
- 1875年（明治8年）1月 - 田島村、油井村、宇津尾村が合併し、白山村が発足。
- 1880年（明治13年） - 白山村大字田島の児童を武儀郡金山村の開明学校へ委託する。
- 1889年（明治22年）7月1日 - 和泉村、水戸野村、広野村、白山村、河東村、河岐村、中川村が合併し、西白川村が発足。
- 1912年（明治45年） - 西白川村大字白山字田島に大山尋常小学校田島分教場を設置。金山尋常高等小学校への委託を解消。尋常科のみの設置のため、田島地区で高等科へ進学する生徒は、金山尋常高等小学校へ進学する。
- 1921年（大正10年） - 大山尋常小学校に高等科が設置され、大山尋常高等小学校となる。田島地区で高等科に進学する生徒は大山尋常高等小学校への進学となる。
- 1941年（昭和16年）4月1日 - 大山国民学校田島分教場に改称する。
- 1947年（昭和22年）4月1日 - 西白川村立大山小学校田島分校に改称する。
- 1953年（昭和28年）4月1日 - 西白川村が町制を施行、白川町となる。同時に白川町立大山小学校田島分校に改称する。
- 1955年（昭和30年）4月1日 - 白川町大字白山字田島が益田郡金山町に編入される。同時に田島分校は金山町立下原小学校へ統合され、廃校。